# Spinnerei Vorwärts

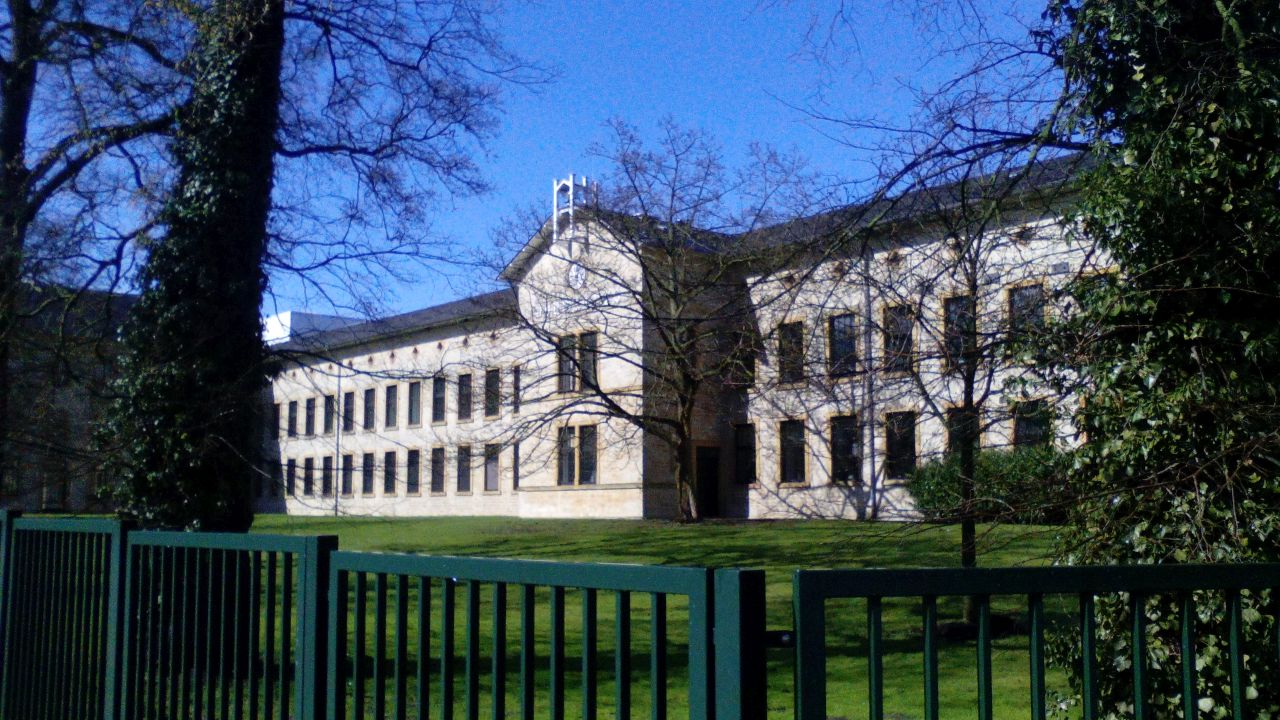
Das Gebäude der Spinnerei als Verwaltungsgebäude

Die Spinnerei „Vorwärts“ war ein Industrieunternehmen im heutigen Bielefelder Stadtbezirk Gadderbaum. Es war das erste deutsche textilindustrielle Unternehmen, das mit Dampfkraft arbeitete. Das Hauptgebäude von 1851 ist erhalten und denkmalgeschützt.

## Geschichte
Am 11. April 1850 kaufte Carl Bozi, ein Leinengarnhändler, dem Bleichermeister Petersmeyer dessen Bleiche am Sandhagen 57 ab, um an der Stelle eine Flachs- und Maschinenspinnerei zu gründen. Die Gründung erfolgte am 17. August durch Abschluss eines Gesellschaftsvertrages mit seinen Brüdern Gustav und Theodor als Mitgesellschafter. Das Kapital für diese Unternehmung stammte zum überwiegenden Teil von der Familie Bozi selbst. Die Handspinner des Ravensberger Landes sahen ihre Absatzchancen bedroht und investierten kaum. Jedoch erfolgten seitens der Regierung von Preußen Subventionen in Höhe von sechs Talern pro Spindel bei einer Mindestmenge von 5.000 Spindeln. 
Dabei profitierten die Brüder Bozi von der guten Lage an der Köln-Mindener Eisenbahn sowie der Lutter als Frischwasserquelle. 1852 nahm das Werk die Produktion auf. Eine Besonderheit war die Nutzung der Dampfkraft. Die Spinnerei „Vorwärts“ war das erste Industrieunternehmen der Textilbranche in Deutschland, das diese Technik nutzte.
Die ersten Fachkräfte waren vor allem Iren, zu denen Carl Bozi aufgrund seiner Zeit in Belfast Kontakte knüpfen konnte. Carl Bozi selbst war vor allem im kaufmännischen Bereich tätig. Sein Bruder Gustav übernahm die technische Leitung. Die erste Fabrik hatte eine Ausstattung mit insgesamt 6.512 (in anderen Quellen 3.419) Spindeln und einer eigenen Gasanstalt. 1858 waren 8.000 Spindeln vorhanden und 485 Arbeiter beschäftigt. Im Jahre 1863 waren in der Fabrik 30 Power Looms (Webmaschinen) für glattes Leinen aufgestellt.
Sowohl wegen ihrer Größe als auch wegen der fortschrittlichen Produktion gilt die Spinnerei „Vorwärts“ als Pionierin der industriellen Entwicklung in Deutschland insgesamt. Es wurden auch Kinder als Arbeitskräften eingesetzt.
Der Erfolg des Unternehmens zwang zu weiteren Investitionen, die ohne weiteres nicht finanziert werden konnten. Daher wandelten es die Brüder Bozi 1854 in eine Aktiengesellschaft um, die Carl und Gustav allerdings auf Druck der Miteigentümer wegen konjunktureller und technischer Schwierigkeiten 1869 verlassen mussten. In der Folge war Conrad Bertelsmann Generaldirektor des Unternehmens. Neben der Spinnerei erfolgte 1882 die Erweiterung um eine Weberei, die jedoch bereits fünf Jahre später wieder geschlossen wurde. Ökonomisch war insbesondere die Konkurrenz zur Ravensberger Spinnerei von Bedeutung. Schon deren Namensgebung spiegelt das durchaus gespannte Verhältnis zwischen den alten Eliten und dem neuen Industriellen wider.
Im Ersten Weltkrieg profitierte die Spinnerei „Vorwärts“ von Aufträgen des Heeres und gehörte so zu den nur 13 Unternehmen, die im ersten Kriegsjahr ein Wachstum von 4 % und darüber vermelden konnten. Gegenüber 1913 hatte sich der Gewinn im Jahre 1914 mehr als verdoppelt.
Mitte 1922 gelangte das Unternehmen durch Aufkauf der Aktienmehrheit in die Hände der schlesischen Großwebereien S. Fränkel in Neustadt O. S. sowie Albert Hamburger in Landshut. Anfang der 1930er Jahre ging es schließlich an den Bielefelder Bleichereibesitzer Gustav Windel über.
Im Jahr 1955 wurde die Spinnerei stillgelegt. Das Gelände und die Gebäude wurden von der benachbarten Firma Dr. Oetker übernommen.

## Gebäude

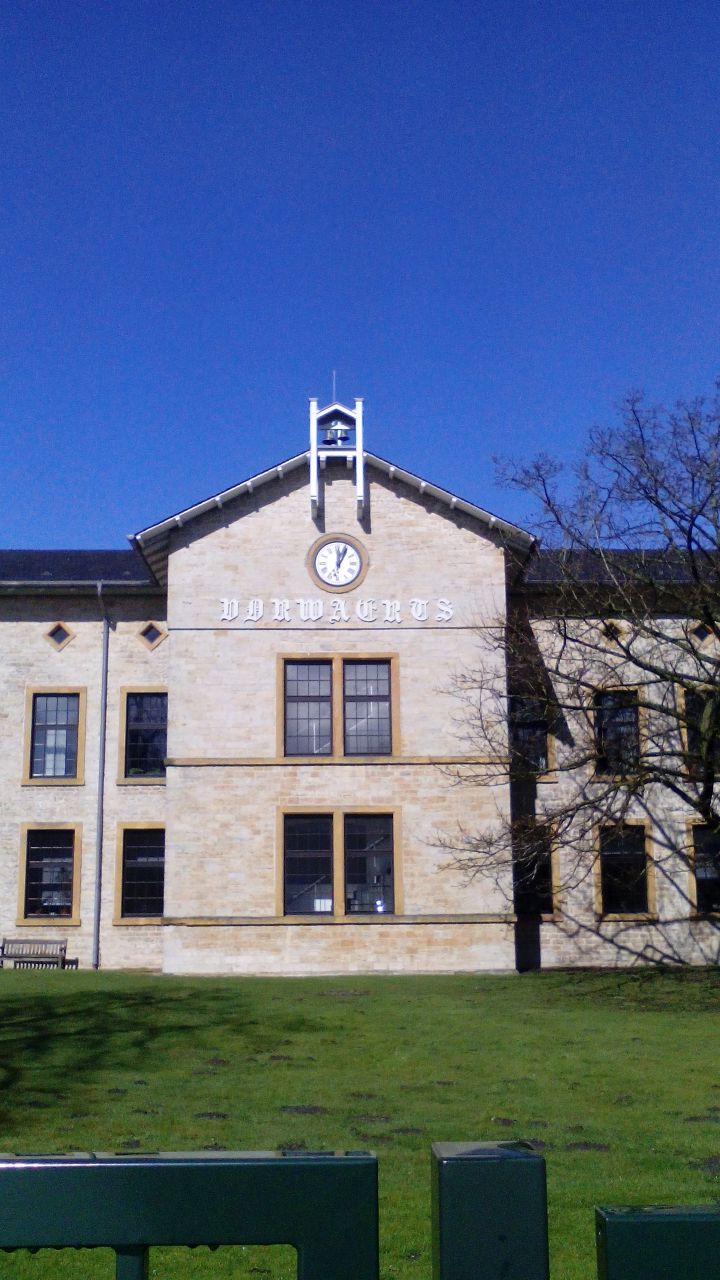
Der Mittelteil mit Uhr, Glocken und Schriftzug VORWAERTS.

Das zweigeschossige Hauptgebäude von 1851 wurde hauptsächlich mit Muschelkalkblöcken errichtet. Die Fenster wurden mit einer Osning-Sandstein-Umrahmung versehen. Der Giebel des Mittelrisalits beinhaltet bis heute die Werksglocken, eine Uhr sowie den Schriftzug VORWAERTS. Es ist denkmalgeschützt und wird von der Dr. Oetker GmbH als Verwaltungsgebäude genutzt.